# Marc-Eugène Richard

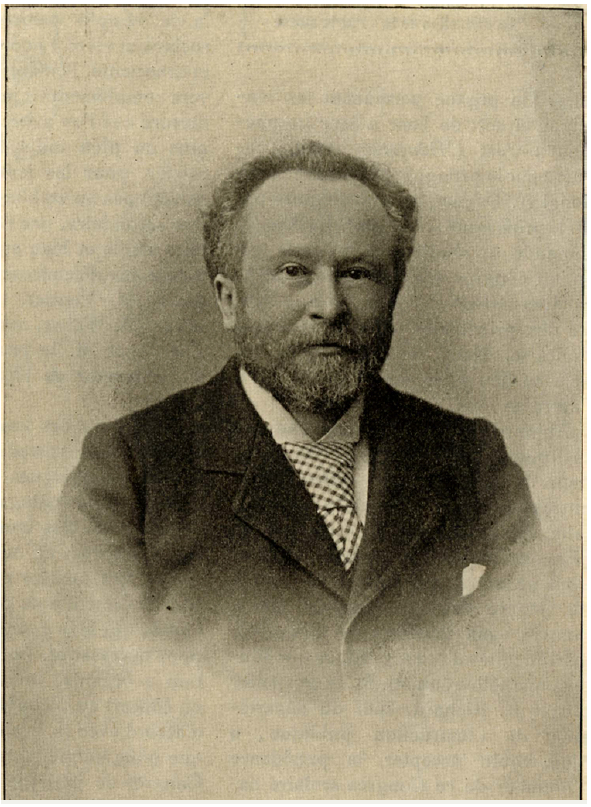
Undatiertes Foto von Richard, aus den Sammlungen der Bibliothek von Genf

Marc-Eugène Richard (* 9. Mai 1843 in Genf; † 30. April 1925 ebenda, heimatberechtigt in Genf) war ein Schweizer Politiker (LPS) und Jurist. 

## Biografie
Marc-Eugène Richard kam am 9. Mai 1843 in Genf als Sohn des Pfarrers Charles-Jacques Richard und der Isaline Jeanne Louise geborene Bedot zur Welt. Er absolvierte zunächst ein Theologiestudium an der protestantischen Fakultät in Montauban, bevor er ein Studium der Rechte an der Universität Grenoble aufnahm, das er 1864 mit dem Erwerb des Lizenziats der Rechtswissenschaften in Paris abschloss. Zusätzlich promovierte er 1869 zum Dr. iur. an der Universität Genf.
Marc-Eugène Richards erste berufliche Station war 1864 die Stelle als Legationssekretär bei der Schweizer Gesandtschaft in Florenz, die er bis 1866 ausübte. Daran anschliessend war er bis 1868 als Sekretär des französischen Senators Désiré Leblond in Paris angestellt. In weiterer Folge war er von 1870 bis 1900 als Anwalt in Genf tätig. Zuletzt war er von 1917 bis 1924 als Richter am Kassationsgericht eingesetzt. Zudem hatte er von 1886 bis 1895 den Lehrstuhl für Handelsrecht an der Universität Genf inne. Ferner nahm er Verwaltungsratsmandate von 1891 bis 1920 für die Ersparniskasse Genf sowie von 1896 bis 1920 für die Jura-Simplon-Bahn (JS) wahr.
Marc-Eugène Richard, ein Mitglied der Freimaurer, heiratete im Jahr 1879 Eugénie-Emma, die Tochter des Uhrmachers Henri-Etienne Grosjean. Er verstarb am 30. April 1925 neun Tage vor Vollendung seines 82. Lebensjahres in seiner Geburtsstadt Genf.
Marc-Eugène Richard, der Liberalen Partei zugehörig, wurde zu Beginn seiner politischen Laufbahn im Jahr 1874 in den Genfer Grossrat gewählt, dem er anschliessend bis 1876, von 1878 bis 1880, 1884 bis 1886, 1892 bis 1901 und zuletzt von 1904 bis 1910 angehörte. In den Jahren 1889 bis 1900 war er im Staatsrat vertreten, wo er bis 1897 das Bildungs-, danach das Baudepartement leitete. Dazu amtierte Richard von 1876 bis 1878 als Gemeinderat (Legislative) von Genf. Darüber hinaus nahm er für den Kanton von 1890 bis 1893 Einsitz in den Nationalrat, daran anschliessend bis 1914 in den Ständerat, dem er in seinem letzten Amtsjahr auch als Präsident vorstand.
Als Bundesparlamentarier engagierte sich Richard für einen föderativ organisierten Staat. Er sprach sich gegen das sogenannte Rückkaufgesetz von 1897, das zur Gründung der SBB führte, sowie das Nationalbankgesetz von 1905 aus.